# Svalová energie

Drezína - malý, ručně poháněný železniční vůz

Trispastos (z řeckého tři kladky) - nejjednodušší manuálně poháněný jeřáb, starověké Řecko asi 515 př. n. l.

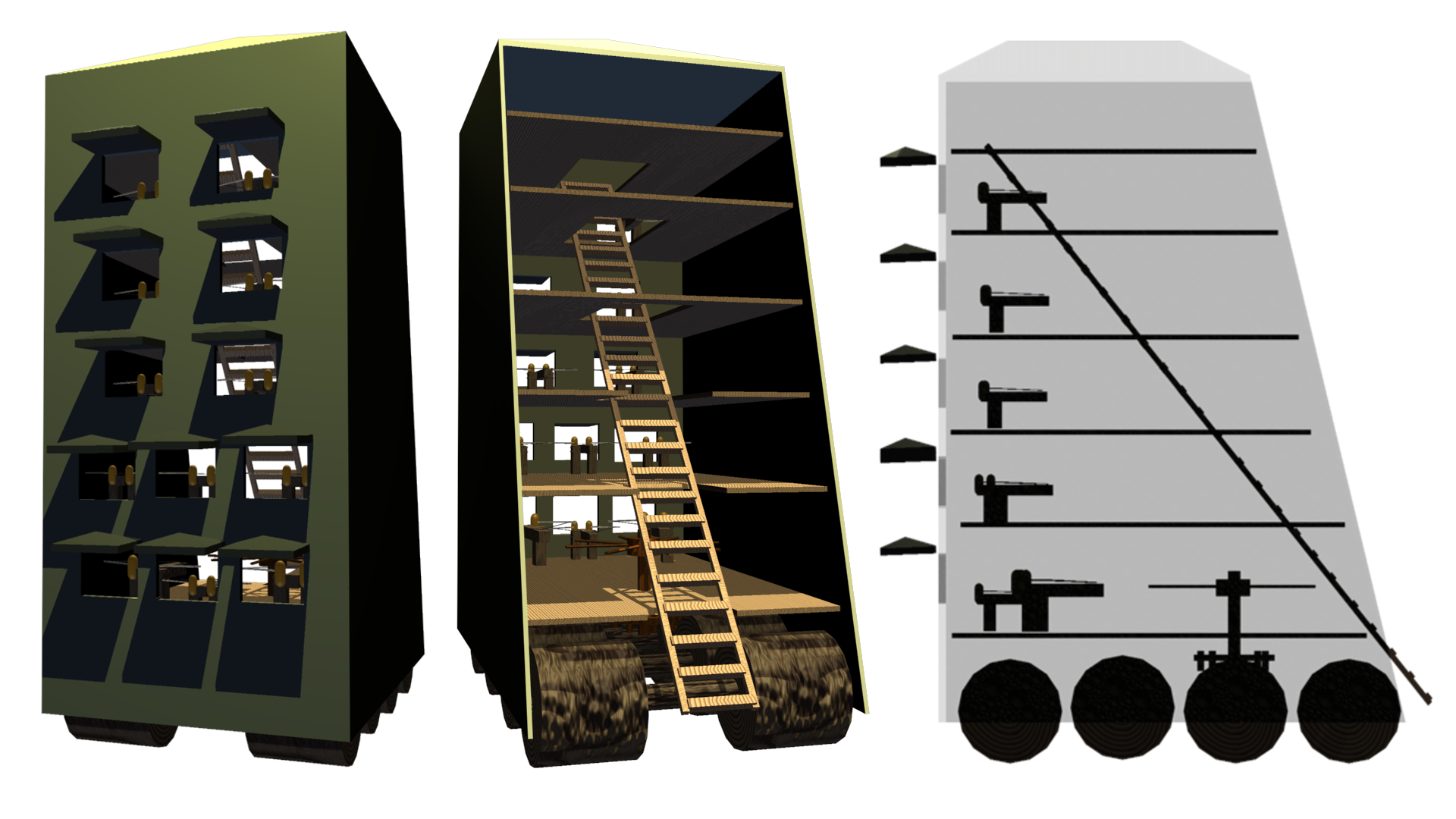
Helepolis, počítačový model dobývacího stroje ze starověkého Řecka, asi 305 př. n. l.

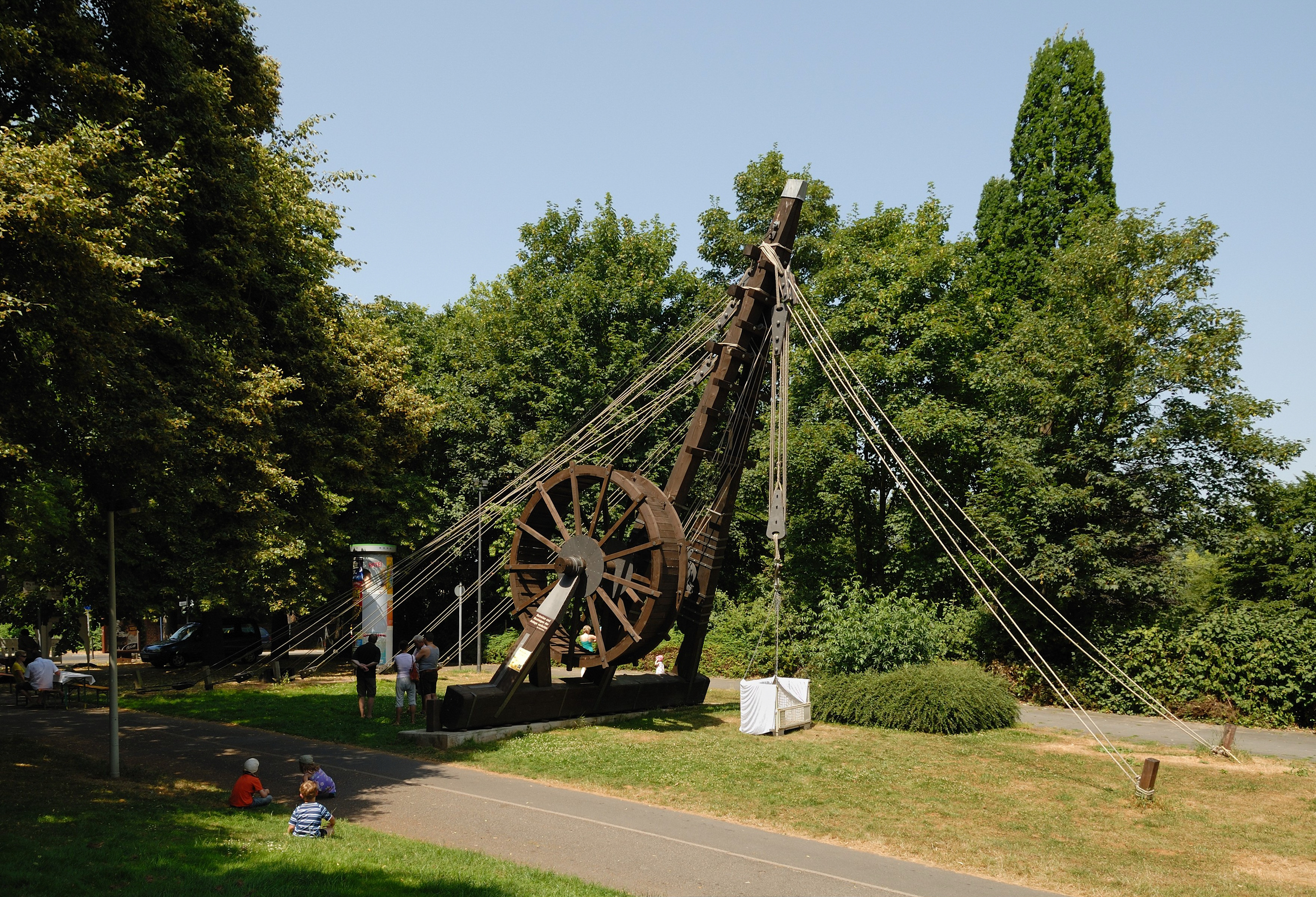
Rekonstrukce jeřábu z doby antického Říma, kolem 200 př. n. l., v Bonnu v Německu

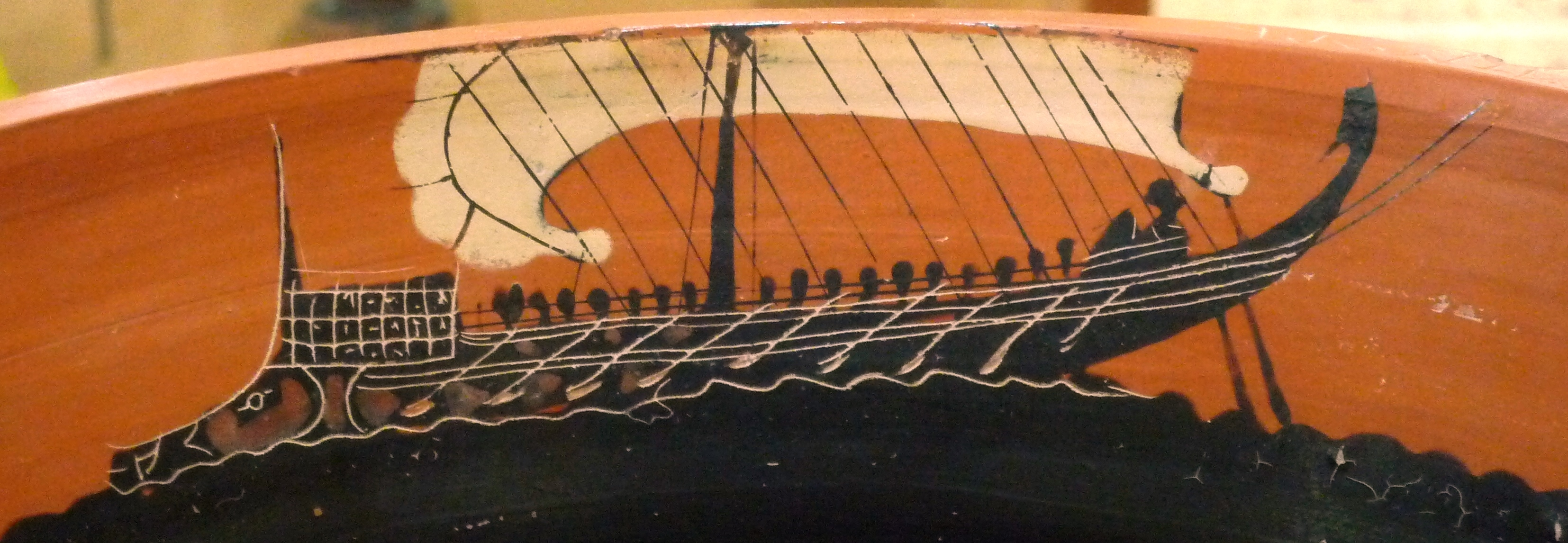
Loď s veslaři, antické Řecko

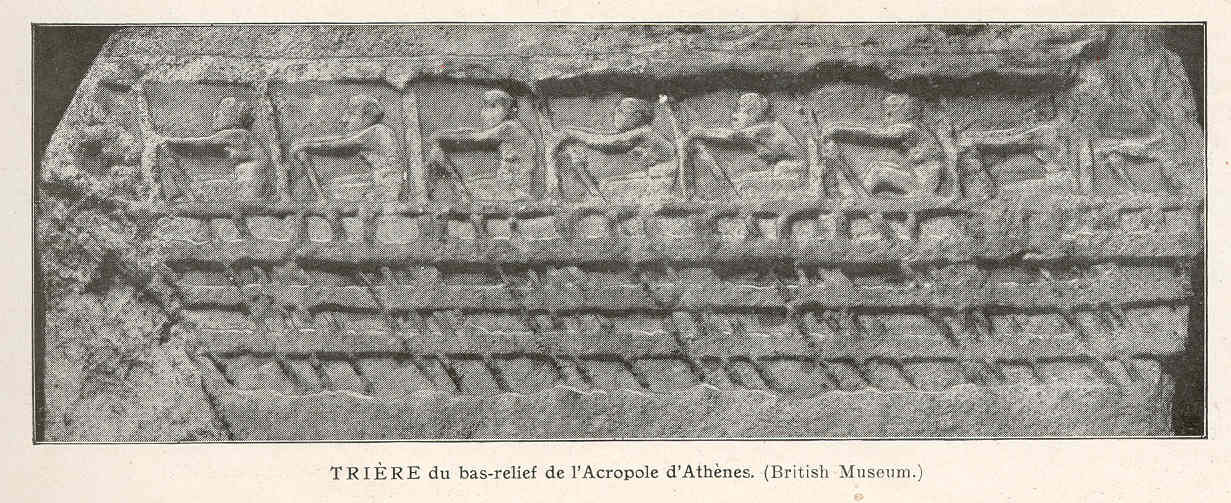
Veslaři na řecké triéře na basreliéfu z athénské Akropole

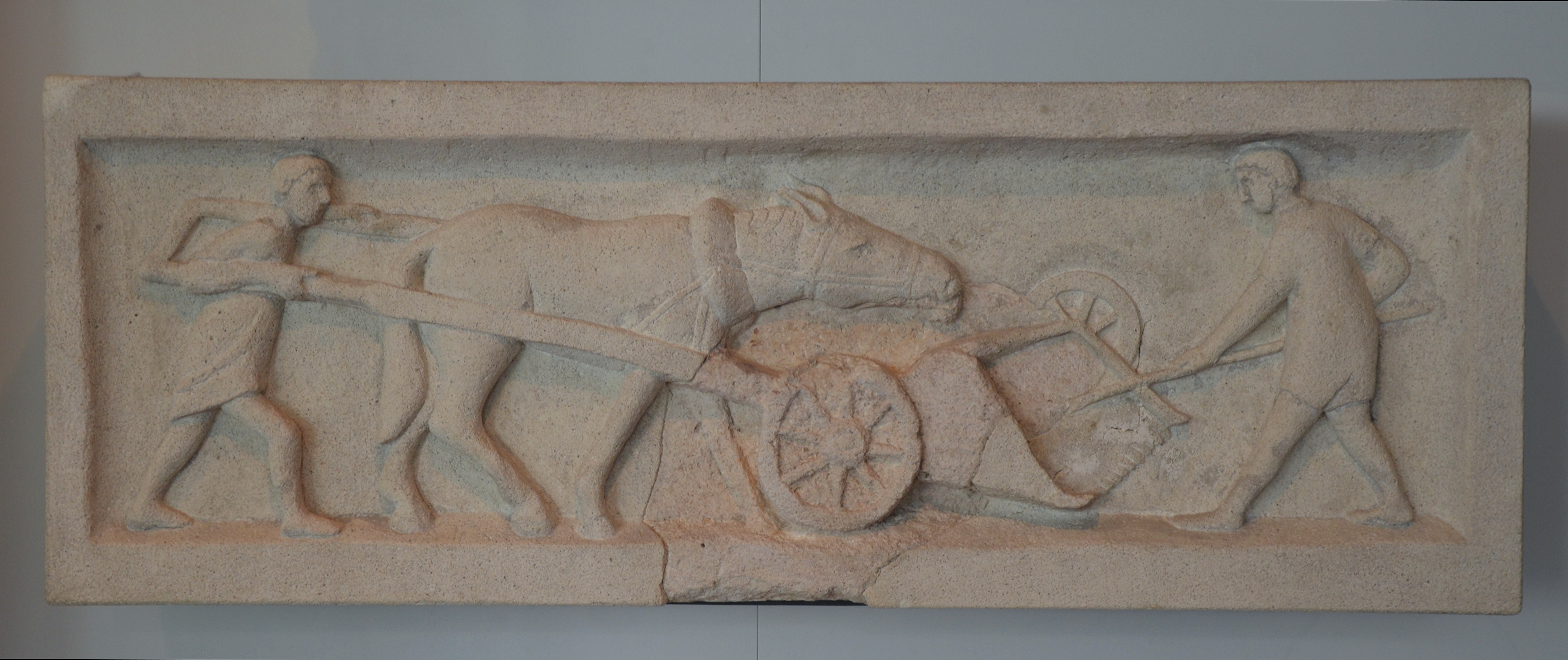
Vallus - galský sklízecí stroj z 1. století př. n. l.

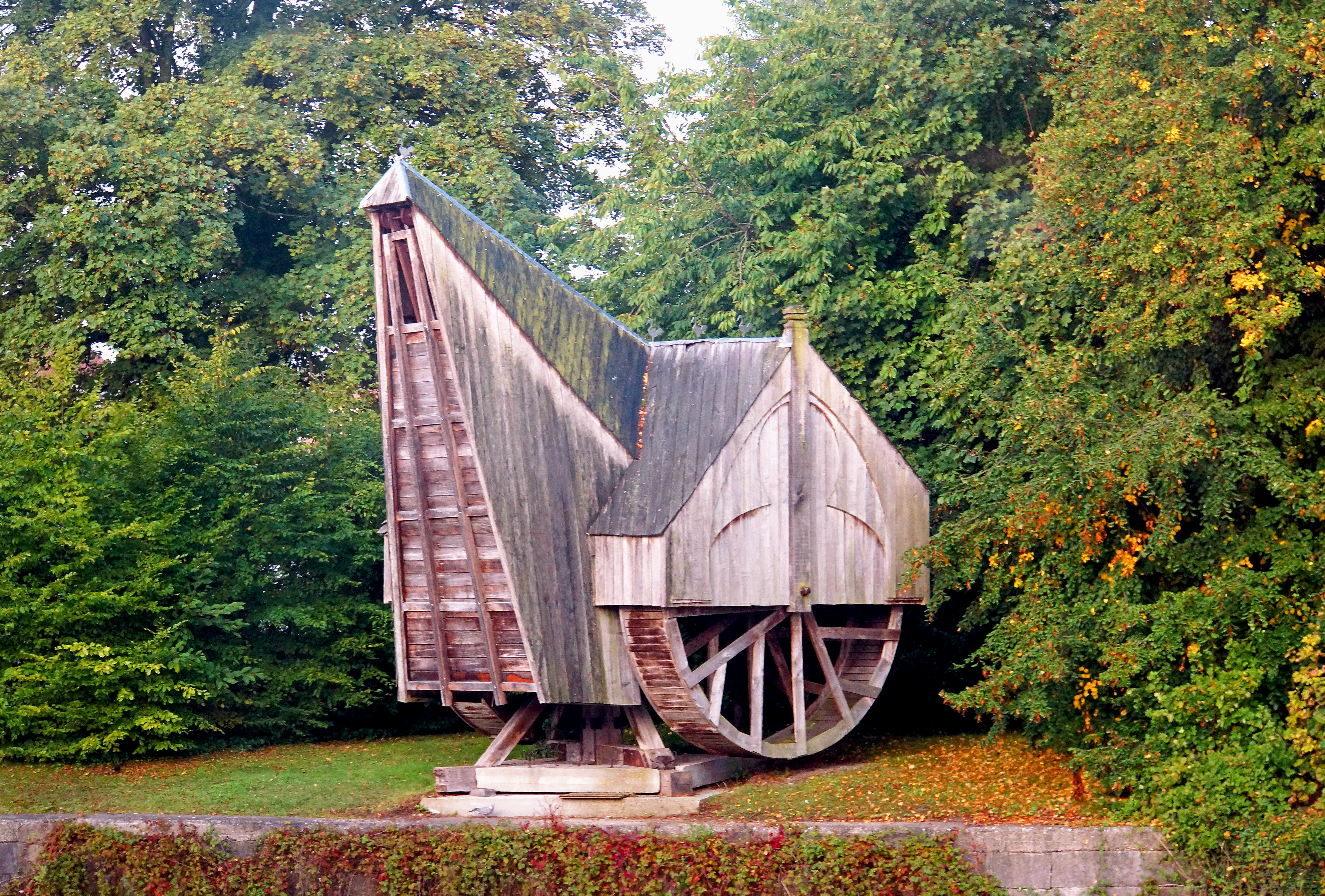
Dřevěný jeřáb poháněný šlapacím kolem, replika středověkého stroje ze 16. století

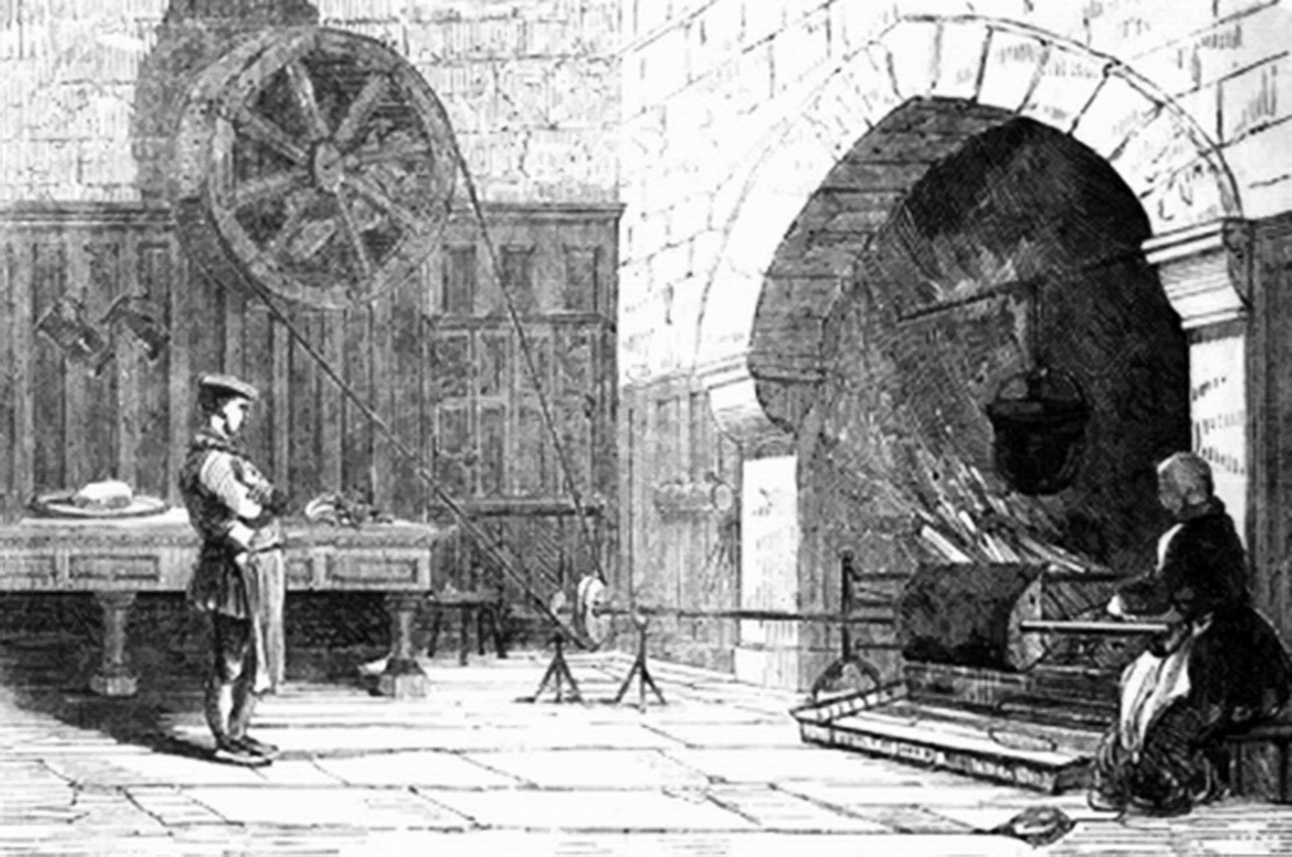
Středověká kuchyně s psím kolem (vlevo nahoře)

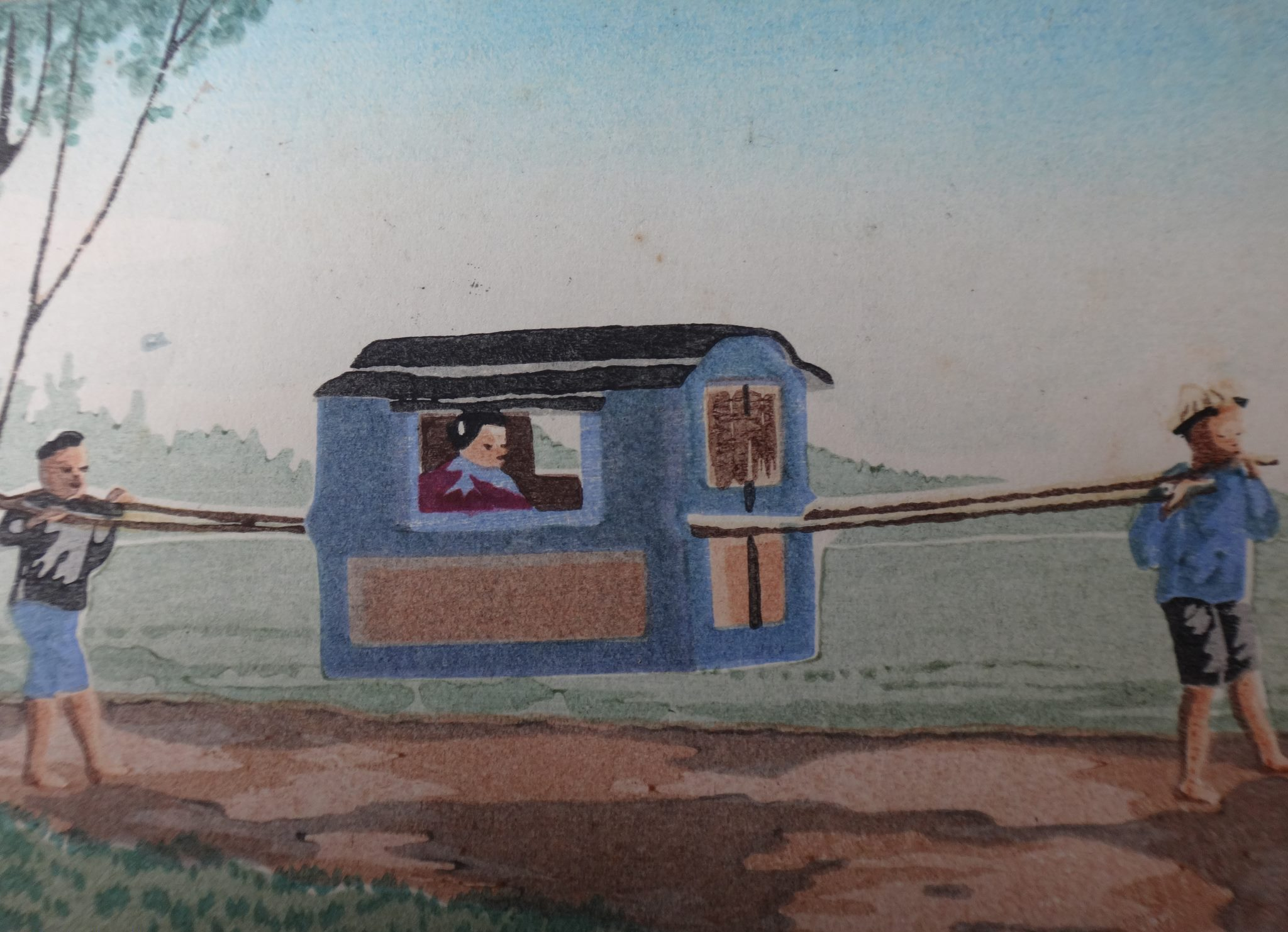
Nosítka: využití svalové energie v dopravě v minulosti

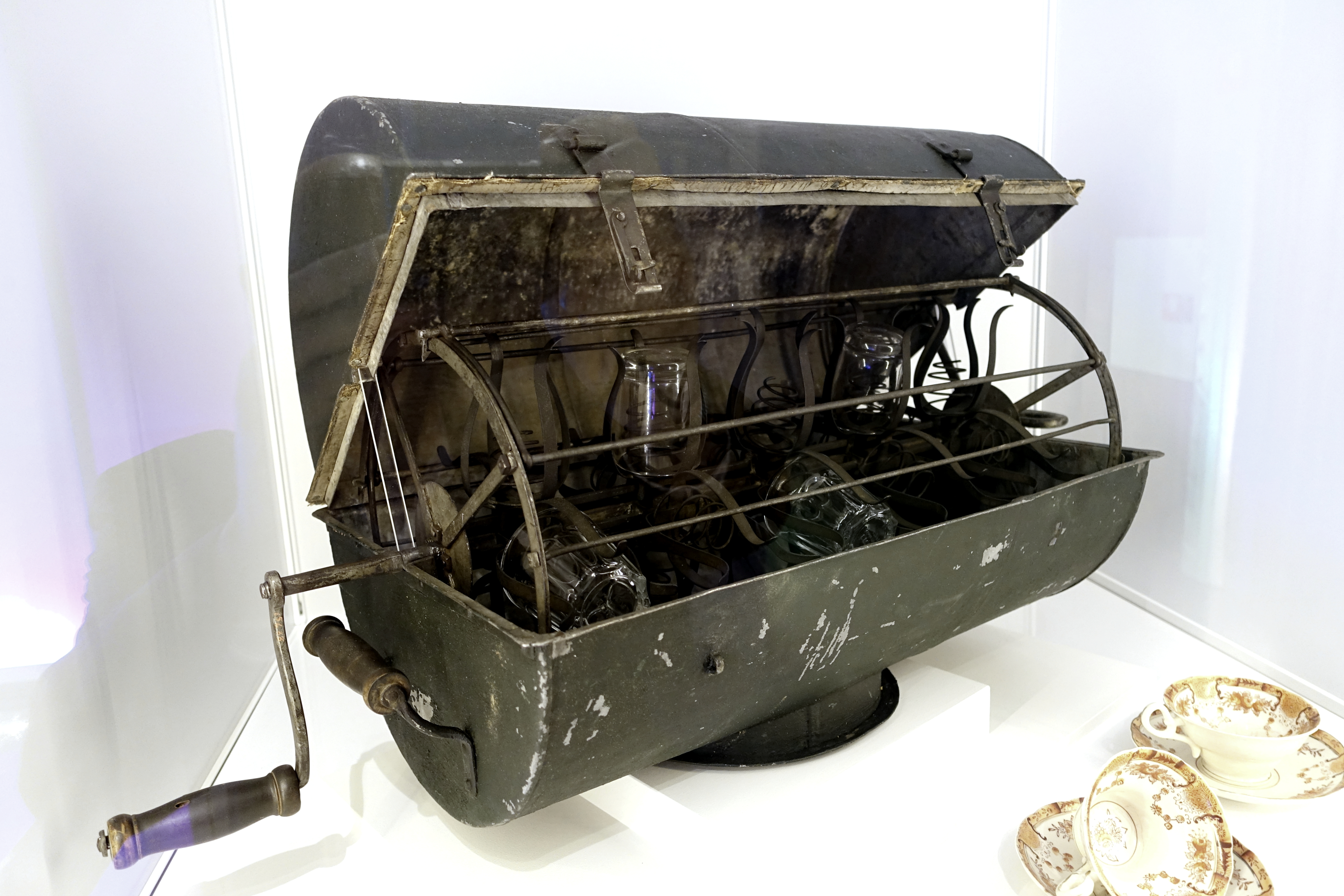
Ručně poháněná myčka na nádobí, polovina 19. století

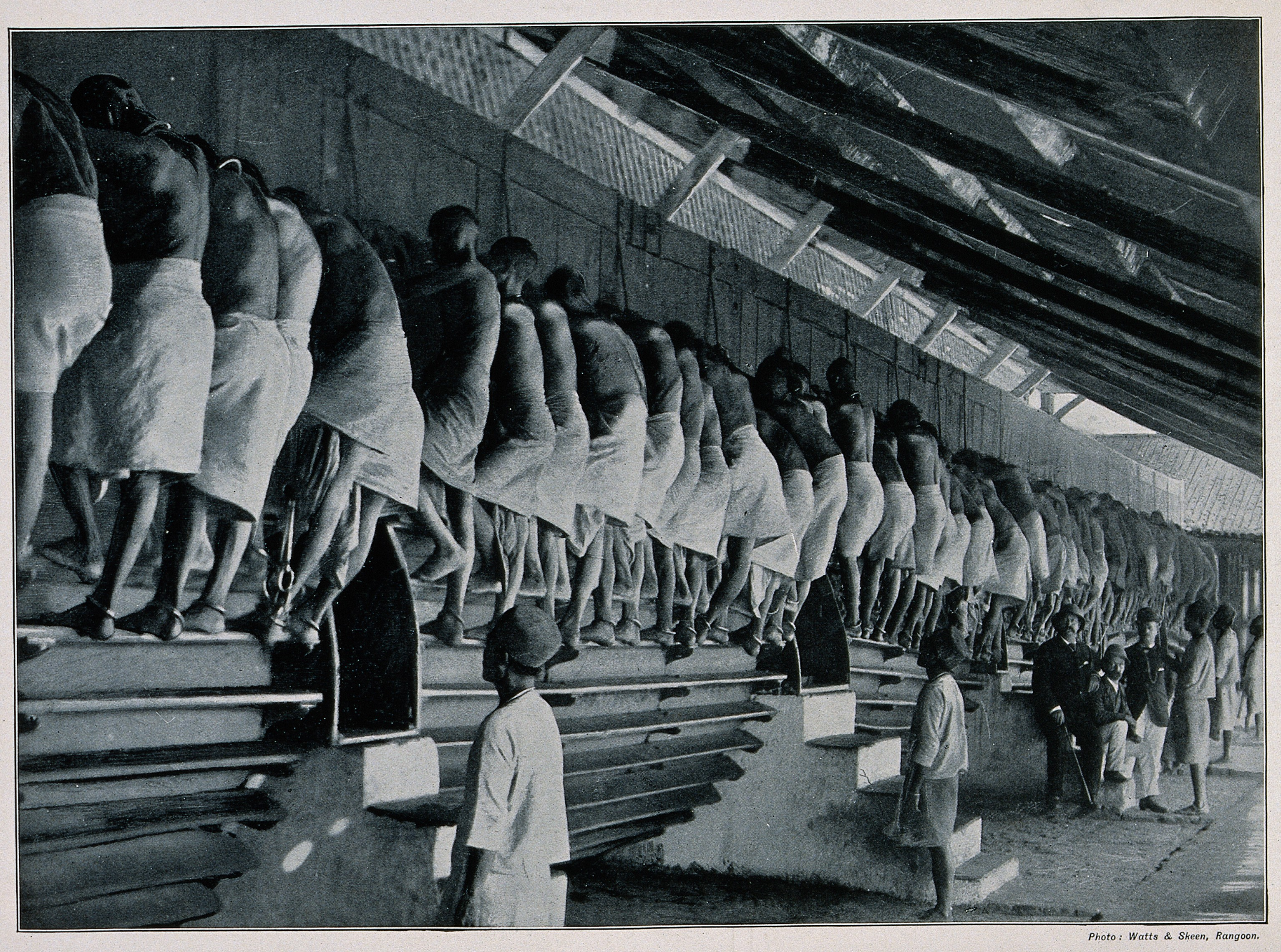
Práce na šlapacím kole jako trest pro odsouzence, konec 19. století

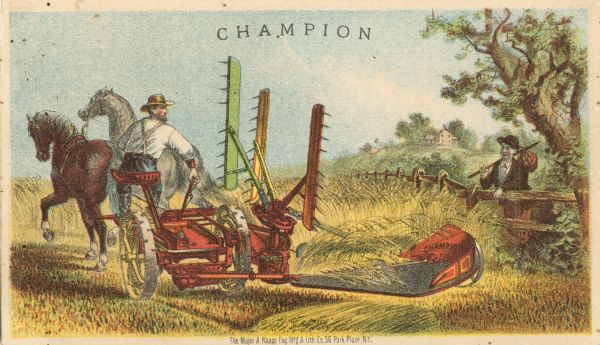
Koňský žací stroj, konec 19. století

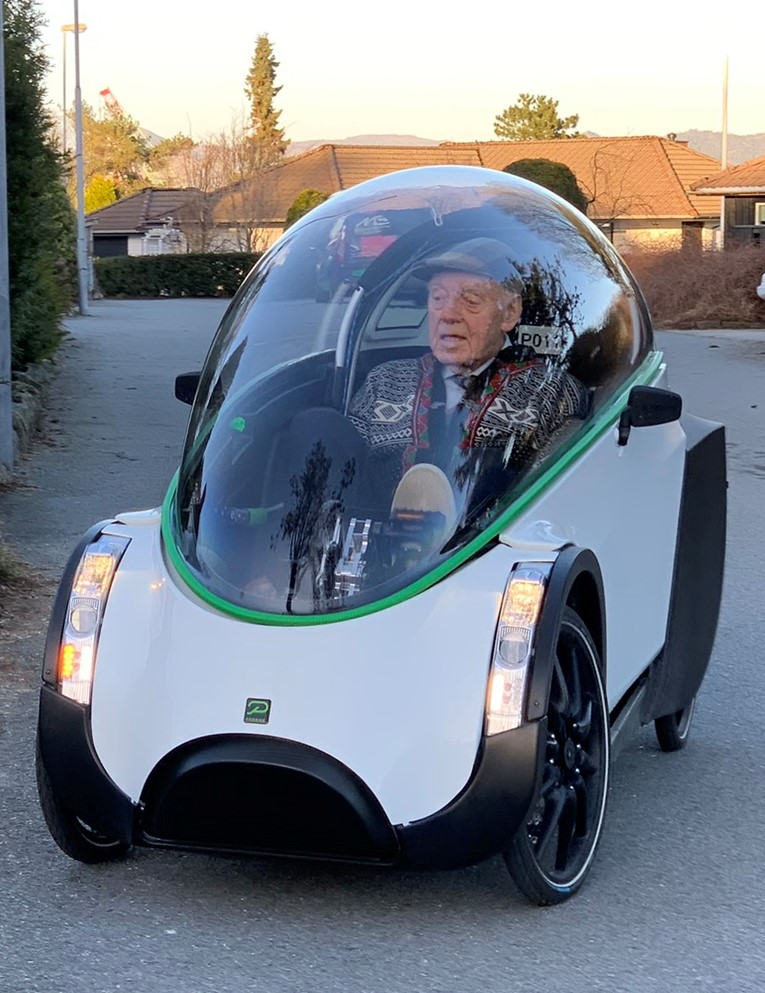
Svalová energie v dopravě: velomobil - kapotované šlapací vozítko

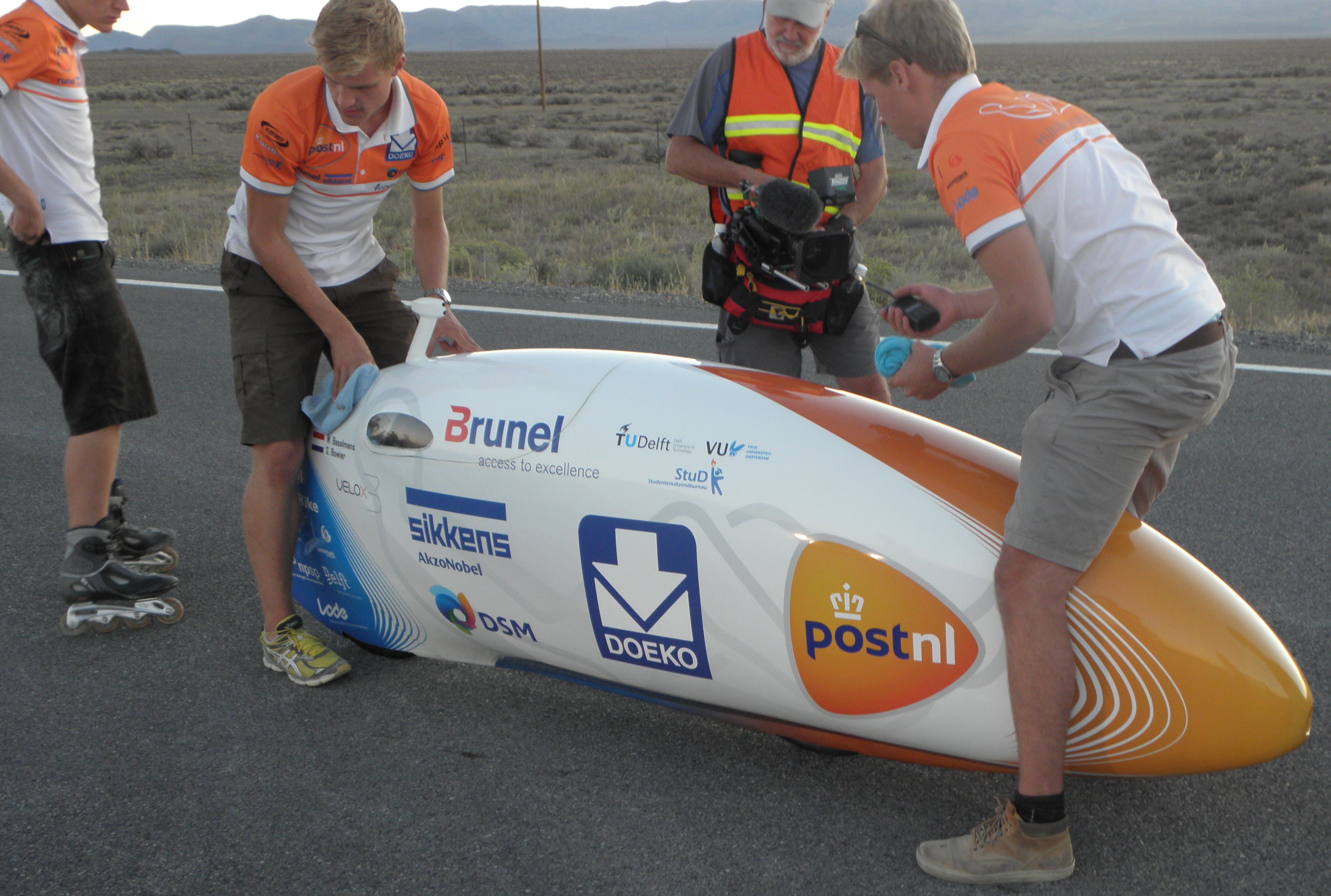
Velomobil, který v roce 2013 dosáhl rychlosti 133,78 km/h

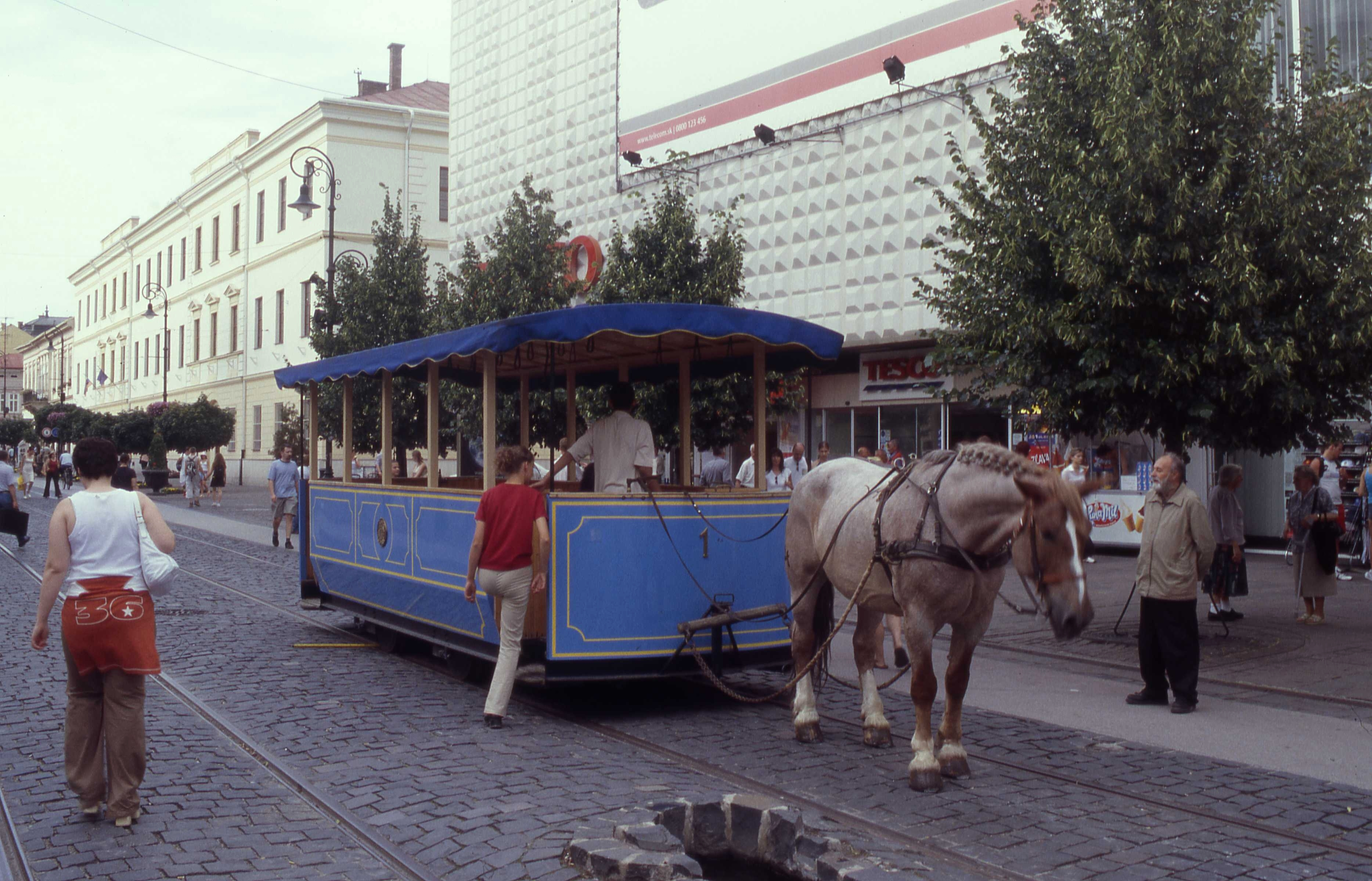
V roce 2004 jezdil v Košicích po nevyužívaných kolejích vůz poháněný koněm

Svalová energie je energie vyrobená silou svalů, ať už lidí nebo zvířat. Síla vlastních svalů je historicky první obnovitelný zdroj energie, který člověk využíval. Pravidelný intenzivní pohyb je přitom nedílnou součástí zdravého životního stylu, který je rozhodujícím faktorem ovlivňujícím zdravotní stav člověka. Jízda na kole nebo ergometru patří mezi pohybové aktivity doporučené seniorům pro zachování funkční mobility, prevence poklesu síly a zpomalení sarkopenie.
Z celosvětového hlediska zůstává síla svalů významným zdrojem energie i na počátku 21. století. Přesto obvykle není, na rozdíl od tradičního využití biomasy, zahrnována při vyhodnocování výroby energie z obnovitelných zdrojů.

## Historie
Energetické potřeby starověkých civilizací zajišťovala vedle jízdních a tažných zvířat ve velké míře fyzická práce otroků. Ve středověku se rozvíjelo využití dalších obnovitelných zdrojů - větrné a vodní energie, mnohá zařízení však byla běžně poháněna silou lidských svalů. V souvislosti s průmyslovou revolucí v 18. století se rozšířilo využívání fosilních zdrojů: nejdříve parní motory a později motory spalovací, zároveň byla ve stále větší míře využívána elektřina. V pozemní dopravě a v zemědělství přesto až do počátku 20. století dominovala svalová energie tažných zvířat.
Zhruba od poloviny 20. století se v bohatších zemích prosazuje k pohonu kuchyňských přístojů elektřina. Z celosvětového hlediska však ještě na počátku 21. století v této oblasti dominuje ruční pohon. Zároveň se objevují návrhy na využití svalové práce k výrobě elektřiny buď pro běžnou spotřebu budov, nebo jako nouzový zdroj.

## Člověk
Dospělý muž je schopen podávat výkon kolem 2,6 W/kg při srdeční frekvenci 170 tepů za minutu, žena asi 1,8 W/kg. Trénovaní sportovci dosahují za stejných podmínek výkonu kolem 4 W/kg (ženy 3,2 W/kg). Špičkově je však člověk schopen podávat výkon jedné koňské síly (asi 750 W), trénovaní sportovci až 1500 W.
Dlouhodobý výkon bez nadměrné zátěže organismu je možný pod tzv. aerobním prahem, kdy organismus stíhá odbourávat metabolity (zejména laktát). Při vyšším výkonu klesá účinnost svalové práce a organismus se dříve unaví. Aerobnímu prahu odpovídá výkon do 2 W/kg, u trénovaných jedinců až 3 W/kg. Průměrný výkon člověka za delší dobu obvykle nebude přesahovat desetinu koňské síly (asi 75 W, tj. kolem 1 W/kg). Někdy se  počítá nejvýše 100 W fyzického výkonu nebo 100 W elektrického výkonu.

## Tažná zvířata
Tažná zvířata byla od starověku používána k orbě, pohonu dopravních prostředků nebo jiných strojů. Ještě na počátku 20. století v tomto směru dominovali koně. Kůň je schopen dlouhodobě podávat výkon kolem 1 W na kilogram své hmotnosti, krátkodobě je schopen zvýšit výkon i na více než desetinásobek. Při zápřahu většího počtu koní se však jejich výkon nesčítá, například pět společně zapřažených koní podává výkon asi 3,5násobku jednoho koně, protože si vzájemně překážejí. Hmotnost tažných koní, tzv. chladnokrevníků se obvykle pohybuje mezi 500 a 1000 kg, v některých případech i více.

## Výkon a energetický výdej
Energetický výdej je množství energie, které organismus (člověk nebo zvíře) spotřebuje při dané fyzické aktivitě, udává se buď v kJ/h (kcal/h) pro člověka o hmotnosti 70 kg,, nebo v kJ/kg/min (kJ/(kg.min)). Kromě užitečného výkonu zahrnuje ztráty při konverzi energie na mechanickou práci a navíc energetickou spotřebu organismu na metabolické procesy, které nesouvisí s fyzickým výkonem. Energetický výdej je proto vždy výrazně vyšší než užitečný výkon. Například fyzický výkon podávaný sportovcem při maratonu je asi 300 W, ale jeho energetický výdej je asi 5500 kJ za hodinu (odpovídá výkonu asi 1500 W).

## Účinnost
Účinnost svalové práce η je definována jako poměr mezi užitečnou svalovou prací a metabolickým výdejem energie. Může být počítána několika způsoby:
- ηhrubá = svalová práce / celkový metabolický výdej energie
- ηčistá = svalová práce / ( celkový metabolický výdej energie - klidový výdej energie )
- ηpráce = svalová práce / ( celkový metabolický výdej energie - výdej energie naprázdno )
- ηdelta = Δsvalová práce / Δcelkový metabolický výdej energie

Účinnost ηnet izolovaných svalů dosahuje 30%, celková účinnost při fyzickém výkonu je však nižší. Sval naopak může při záporné práci akumulovat elastickou energii, která při opětovném uvolnění zvyšuje účinnost ηdelta.
Účinnost kosterních svalů se mezi jednotlivými živočišnými druhy liší (15 % u myši až 35 % u želvy). U člověka se udává účinnost svalové práce kolem 20 %. Obecně mají vyšší účinnost pomalá svalová vlákna, jejich účinnost však při vyšších výkonech klesá rychleji než účinnost rychlých svalových vláken. Poměr rychlých a pomalých vláken je z větší části dán geneticky, mezi sportovci v různých disciplínách jsou však výrazné rozdíly.[zdroj?]
Hrubá účinnost se zvyšuje s rostoucím výkonem, protože se snižuje podíl klidového metabolismu. Čistá účinnost je do určitého výkonu víceméně stálá, při překročení aerobního prahu však začne klesat. Děti dosahují účinnosti dospělých různém věku v závislosti na fyzické aktivitě, zhruba v 10 letech při šlapání a až v 15 letech při běhu. Závislost na pohlaví však nebyla prokázána.
Při šlapání do pedálů (na kole, ergometru nebo na rotopedu) účinnost výrazně závisí na frekvenci šlapání, hrubá účinnost může dosáhnout až 22 % a čistá účinnost až 26 %. Optimální frekvence šlapání, při níž se dosahuje nejvyšší účinnosti se s rostoucím výkonem zvyšuje, při 50 W je optimum 40 až 50 otáček za minutu, při 200 W se zvyšuje až na 70 za minutu. Závislost účinnosti na frekvenci je při vyšších výkonech méně výrazná. Trénovaní sportovci dosahují asi o jedno procento vyšší účinnosti než běžná populace a pokles u nich nastává při vyšším výkonu.

## Výroba elektřiny
Globální oteplování způsobené nadměrným spalováním fosilních paliv vede ke snahám o využití všech dostupných obnovitelných zdrojů. První fitcentra využívající energii ze sportovních trenažérů a posilovacích strojů, která by se jinak proměnila v neužitečné teplo, se objevila začátkem 21. století a od té doby se jejich počet vytrvale zvětšuje. Komerčně jsou nabízena různá zařízení pro výrobu elektřiny pomocí pedálů, včetně skládací domácí posilovny, kterou lze přistavit k obytnému domu.
Šlapací generátory někdy slouží pro vzdělávací účely, aby si lidé mohli představit srovnání energetické náročnosti různých spotřebičů. Ukazatel výkonu bývá součástí šlapacího generátoru i v některých fitcentrech. Při výkonu 100 W by bylo třeba šlapat celou hodinu, aby mohla svítit jedna klasická žárovka (tepelná koule), ale pouze 7,5 minuty, aby mohla hodinu svítit LED žárovka stejného světelného výkonu. K ohřátí 1 litru vody je třeba šlapat rovněž přibližně hodinu, ale stejná energie může pohánět notebook po dobu 2 až 5 hodin, ultrabook podstatně déle. Pro pokrytí energetické spotřeby USA by muselo celé lidstvo šlapat trvale po dobu 7,5 měsíce.
Energetický otrok - cca 100 W fyzického výkonu, respektive 90 W elektřiny - pro provoz průměrné domácnosti je jich třeba asi 15.